# FrankenSAM计划
FrankenSAM计划也称为弗蘭肯薩姆項目（英语：Frankenstein SAM 乌克兰语：Франкенштайн  ЗРК）是一項美國-烏克蘭項目，旨在帮助乌克兰創建苏式防空装备和西方防空飛彈整合系統抵御俄罗斯入侵。

## 历史
2023 年 1 月 6 日，烏克蘭將從美國接收RIM-7海麻雀导弹系统，烏克蘭國防工業能夠將這些美國飛彈與「山毛櫸」防空系統的發射器整合。这使得乌克兰称为继台湾之后第二个装备陆基RIM-7海麻雀导弹系统的美国盟友。
2023年12月6日，美国白宮宣布採取新行動，加強美國與烏克蘭國防工業基礎之間的合作與聯合生產。其中包括美国國防部和工業合作夥伴向烏克蘭提供了技術數據，以開始在當地生產一些弗蘭肯薩姆項目，這些項目旨在透過整合某些西方彈藥來啟用烏克蘭的傳統防空系統。
美國向烏克蘭轉讓弗蘭肯薩姆本地化材料，這些項目應透過將西方飛彈整合到烏克蘭的蘇聯防空系統中來擴大其能力。這些系統的平行生產將在烏克蘭和美國啟動。